# Abborrtjärnen (Svegs socken, Härjedalen, 687040-142134)
Abborrtjärnen är en sjö i Härjedalens kommun i Härjedalen och ingår i Ljusnans huvudavrinningsområde.